# 提茲尼特
提茲尼特是非洲北部國家摩洛哥的城市，由蘇斯-馬塞-德拉大區負責管轄，距離首都拉巴特690公里和阿加迪爾80公里，建城於1881年，經濟活動包括銀飾品、匕首和劍的貿易，人口約50,000。

## 友好城市
- 美国马萨诸塞州萨默维尔 （2010年）
- 法國塞纳-圣但尼省聖但尼

## 外部連結
- English version （页面存档备份，存于） of Le Portail de la ville de Tiznit （页面存档备份，存于）
- Tiznit （页面存档备份，存于） entry in the Encyclopaedia of the Orient
- Le Portail des berbères marocains
- Entry in Lexicorient （页面存档备份，存于）

29°43′N 9°43′W / 29.717°N 9.717°W